# 萊特號航空母艦
萊特號航空母艦（USS Wright，CVL-49），是美国海军两艘塞班島級航空母艦的2号舰。在二战期间建造，由巡洋舰舰体改建而成，后期因美国海军更大吨位的航母过多而再度改装成指揮艦 CC-2。「萊特號」是第二艘用此名稱的美國軍艦，前一艘是條補給艦（USS Wright，AV-1），以飞机发明者莱特兄弟的弟弟奧維爾命名，而此艘航空母艦則以兩兄弟奧維爾、威爾伯共同命名。